# 浅田門次郎
浅田 門次郎（あさだ もんじろう、文化6年（1809年） - 明治12年8月17日（1879年））は、江戸時代後期の武士。名は光乗。

## 経歴・人物
相模国小田原藩足軽。文政元年（1818年）、父の只助が同僚の成滝万助に殺害される事件があった。万助は一旦捕らえられたが脱獄したため、門次郎は当時幕府老中職にあった藩主の大久保忠真から仇討ちの許可を得ると各地を廻って万助を捜し、文政7年（1824年）に兄の鉄蔵とともに常陸国鹿島郡磯浜村で仇の万助を討った。これは幕府公認最後の仇討ちとなり、曾我兄弟の仇討ちになぞらえられて「文政曾我」と称された。